# خانه ملک الشعرا بهار
خانه ملک الشعرا بهار مربوط به دوره پهلوی اول است و در تهران، خیابان طالقانی، خیابان ملک الشعراء بهار، کوچه گوهر، پلاک ۴ واقع شده و این اثر در تاریخ ۲ بهمن ۱۳۸۲ با شمارهٔ ثبت ۱۰۸۶۹ به‌عنوان یکی از آثار ملی ایران به ثبت رسیده است.